# فاتزمان

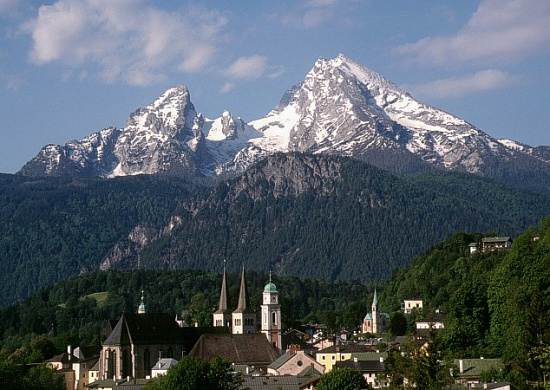
جبلي فاتزمان ،ألمانيا. وترى تحتهما أبراج كنائس مدينة «بيرختسجادن».

فاتزمان (بالألمانية: Watzmann) هي الجزء الوسطي من جبال الألب ويقع في جنوب ألمانيا المطل على جبال الألب الشرقية. تتكون جبال فاتزمان من الجبل الكبير من الحجر الجيري ويبلغ ارتفاع قمته 2713 متر، وقمة جبل أصغر منه وتسمى «زوجة فاتزمان»
Watzmannfrau. ويقع بينهما ما يسمى فاتزمان كيندر Watzmannkinder ، أي «أبناء فاتزمان».
تعتبر منطقة جبال فاتزمان اعلى جبال الالب الشرقية.

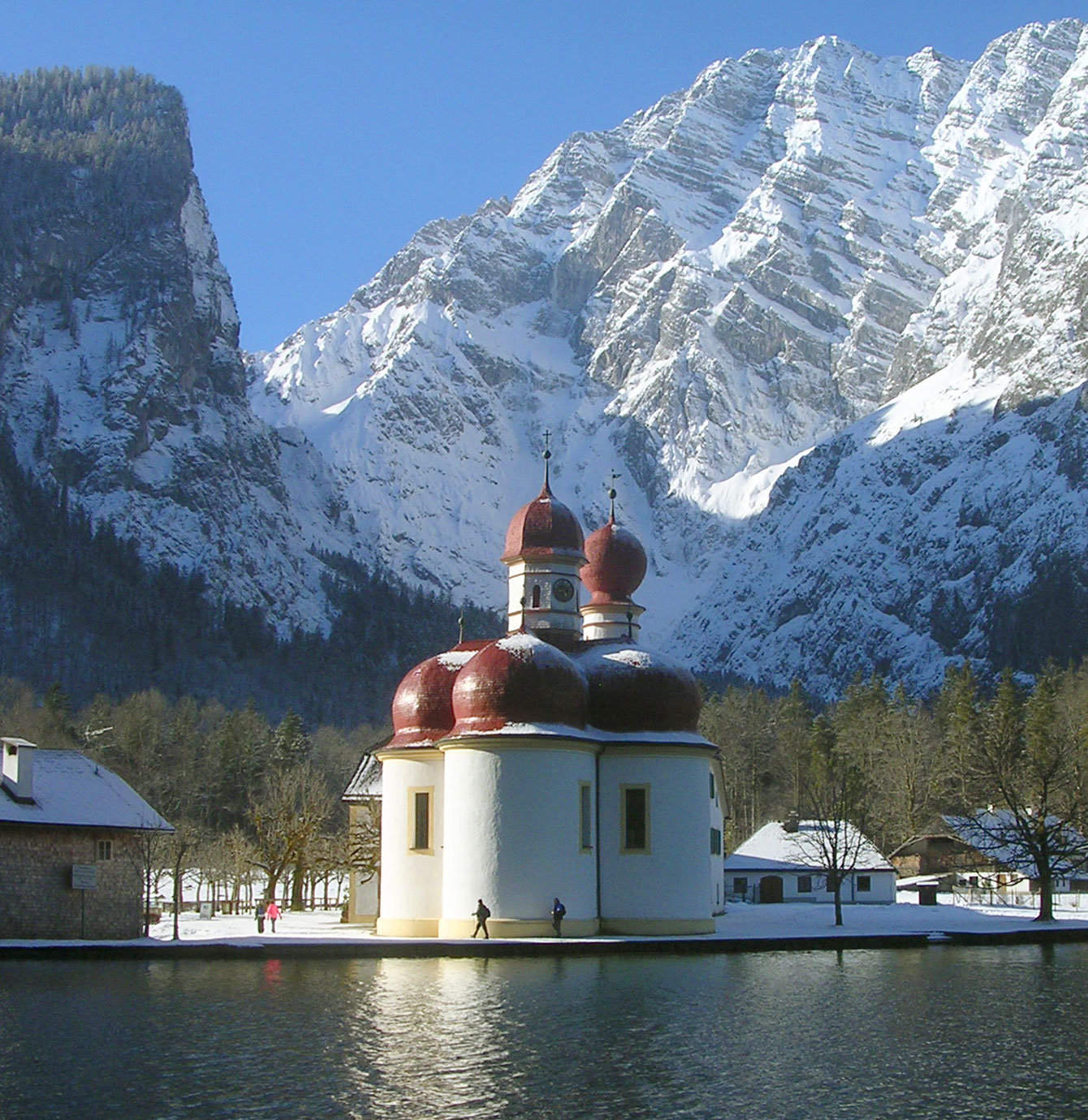
الواجهة الشرقية لجبلي فاتزمان وتحتهما كنيسة بارتولوميو على بحيرة كونيغسي".

## الموقع
انظر الخريطة

## اقرأ أيضا
- جبال الألب الشرقية
- قصر نويشفانشتاين
- جبال الألب
- هرتسوغشتاند
- بافاريا
- ميونيخ
- قصر نويشفانشتاين